# Сен-Жан-д’Эг-Вив
Сен-Жан-д’Эг-Вив (фр. Saint-Jean-d'Aigues-Vives) — коммуна во Франции, находится в регионе Юг — Пиренеи. Департамент коммуны — Арьеж. Входит в состав кантона Лавлане. Округ коммуны — Фуа.
Код INSEE коммуны — 09262.

## Население
Население коммуны на 2008 год составляло 404 человека.
| 1962 | 1968 | 1975 | 1982 | 1990 | 1999 | 2008 |
| ---- | ---- | ---- | ---- | ---- | ---- | ---- |
| 79   | 102  | 171  | 393  | 477  | 430  | 404  |

## Экономика
В 2007 году среди 292 человек в трудоспособном возрасте (15—64 лет) 193 были экономически активными, 99 — неактивными (показатель активности — 66,1 %, в 1999 году было 72,4 %). Из 193 активных работали 164 человека (92 мужчины и 72 женщины), безработных было 29 (13 мужчин и 16 женщин). Среди 99 неактивных 20 человек были учениками или студентами, 48 — пенсионерами, 31 были неактивными по другим причинам.